# The Seed (2.0)
The Seed (2.0), conosciuto anche come The Seed, è un singolo del gruppo musicale statunitense The Roots, pubblicato il 31 marzo 2003 come secondo estratto dal quinto album in studio Phrenology.

## Descrizione
Il brano, inciso con la collaborazione del cantante statunitense Cody Chesnutt, è stato scritto da quest'ultimo insieme a Tarik Trotter e prodotto da The Grand Wizzards. È stato originariamente inserito nell'album di debutto di Cody Chesnutt, intitolato The Headphone Masterpiece e pubblicato nel 2002, e successivamente reinciso insieme ai The Roots nella versione che ha ottenuto il successo internazionale. Questa seconda versione è stata inserita in una riedizione di Phrenology dei The Roots, in seguito al successo ottenuto nell'estate 2003.
Con questo brano, in Italia, i The Roots e Cody Chesnutt hanno partecipato al Festivalbar 2003.

## Tracce
1. The Seed – 4:21

## Classifiche
| Classifica (2003) | Posizione raggiunta |
| ----------------- | ------------------- |
| Danimarca         | 2                   |
| Finlandia         | 5                   |
| Svizzera          | 22                  |
| Paesi Bassi       | 31                  |
| Regno Unito       | 33                  |
| Germania          | 74                  |